# Alta Vista Park
Alta Vista Park es un área no incorporada ubicada en el condado de Nevada en el estado estadounidense de California.

## Geografía
Alta Vista Park se encuentra ubicada en las coordenadas 39°13′38.6″N 121°03′59.8″O / 39.227389, -121.066611.